# 翁多

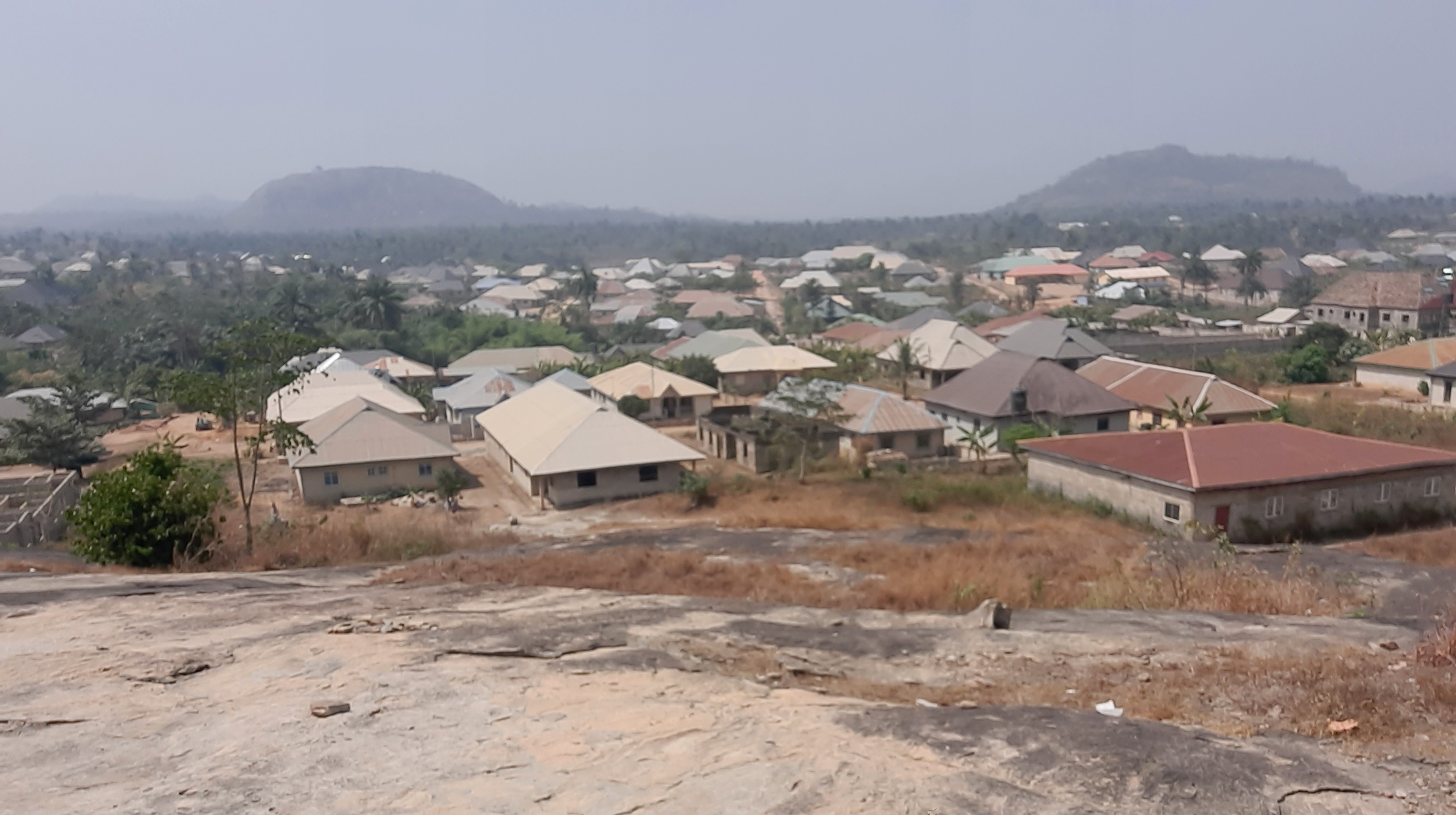
翁多

翁多是西非國家尼日利亞的城市，由翁多州負責管轄，创建于17世纪。海拔高度290米，是該地區的貿易中心，農產品有甘薯、木薯、穀類、煙草、棉花、可可等，經濟活動有食品加工和種植可可，居民以約魯巴人為主，2010年人口498,056。